# Víctor Carrillo
Víctor Hugo Carrillo Casanova (* 30. Oktober 1975) ist ein peruanischer Fußballschiedsrichter. 
Carrillo war zur Fußball-Weltmeisterschaft 2014 in Brasilien als Unterstützungsschiedsrichter nominiert und bei vier Partien als Vierter Offizieller eingesetzt worden. Internationaler Schiedsrichter ist er seit 2005.